# تی. جی تاین
تی. جی تاین (انگلیسی: T. J. Thyne؛ زادهٔ ۷ مارس ۱۹۷۵) یک هنرپیشه اهل ایالات متحده آمریکا است. وی از سال ۱۹۹۸ میلادی تاکنون مشغول فعالیت بوده‌است.
از فیلم‌ها یا برنامه‌های تلویزیونی که وی در آن نقش داشته‌است می‌توان به چگونه گرینیچ کریسمس را دزدید، استخوان‌ها، ارین براکویچ اشاره کرد.